# De Schaakwereld
De Schaakwereld (1874-1875) was een schaaktijdschrift, de opvolger van Sissa, het orgaan van de Nederlandse Schaakbond. De Schaakwereld werd echter met een enkele jaargang het op De Nederlandsche Palamedes na het kortst lopende schaaktijdschrift in de Nederlandse schaakgeschiedenis.
Toen W.J.L. Verbeek zijn taak als hoofdredacteur van Sissa, schaaktijdschrift van de Nederlandsche Schaakbond, neerlegde, werd Van der Linde gevraagd die taak over te nemen. Zeer kritisch over het werk van zijn voorganger, accepteerde Van der Linde de functie onder voorwaarde dat het tijdschrift tot De Schaakwereld herdoopt zou worden. Immer de compromis- en tactloze ruziemaker, maakte hij al gauw vijanden met de bond, die hij openlijk en in niet mis te verstane termen in hun eigen tijdschrift bekritiseerde. Een jaar later moest hij derhalve alweer een streep onder deze onderneming zetten.